# Bachia barbouri
Espèce
Bachia barbouri est une espèce de sauriens de la famille des Gymnophthalmidae.

## Répartition
Cette espèce est endémique de la région de Cajamarca au Pérou.

## Description
Bachia barbouri mesure jusqu'à 68 mm de longueur standard.

## Étymologie
Cette espèce est nommée en l'honneur de Thomas Barbour.

## Publication originale
- Burt & Burt, 1931 : South American lizards in the collection of the American Museum of Natural History. Bulletin of the American Museum of Natural History, vol. 61, no 7, p. 227-395 (texte intégral).